# Bajofondo
Bajofondo (conocido anteriormente como Bajofondo Tango Club) es una agrupación musical de tango electrónico formada por músicos argentinos y uruguayos. Sus integrantes son: Gustavo Santaolalla, Juan Campodónico, Luciano Supervielle, Verónica Loza, Martín Ferres, Javier Casalla, Adrián Sosa  y Gabriel Casacuberta.
Aunque comúnmente se les cataloga como tango electrónico, la banda ha declarado y enfatizado que su obra musical tiene diversas influencias, tales como el rock, el candombe, la milonga, la murga, e incluso la cumbia. Santaolalla ha definido la propuesta artística de Bajofondo como música contemporánea del Río de la Plata.

## Historia
La idea original surgió en 2001, cuando el argentino Gustavo Santaolalla y el uruguayo Juan Campodónico compartieron la necesidad y la idea de dar una visión y una sonoridad a la vida urbana rioplatense, a través de un sello electrónico con raíces latinas. Santaolalla y Campodónico se conocían desde fines de los noventa, cuando este último integraba El Peyote Asesino, banda que ya realizaba samplers sobre la base de vinilos de Astor Piazzolla y Alfredo Zitarrosa, logrando una interesante fusión del hip-hop con el tango y la milonga. El tiempo transcurrió para que en Madrid se volvieran a cruzar nuevamente e intercambiaran ideas, todo para conformar una especie de laboratorio musical a priori. Y precisamente en el tango y en la milonga encontrarían la fidelidad que necesitaban para reflejar la tradición urbana de Montevideo y Buenos Aires pero matizado con influencias culturales modernas.
Fue el comienzo de Bajofondo. El proyecto ya estaba, el colectivo ahora se debía conformar. Así se ponen en contacto con el DJ, tecladista y compositor uruguayo Luciano Supervielle (ex Plátano Macho), el violinista argentino Javier Casalla, el bandoneonísta argentino Martín Ferres, el contrabajista uruguayo Gabriel Casacuberta y la VJ también uruguaya Verónica Loza. A estos se le sumaron figuras de gran renombre en el tango como: Adriana Varela, Daniel Melingo, Cristóbal Repetto, Malena Muyala, Jorge Drexler, Emilio Kauderer y Diego Gutman.
Los samples incluidos pertenecen a canciones de Alfredo Zitarrosa, a Eduardo Mateo, Roberto Goyeneche, Jaime Roos, Susana Rinaldi, Juan D'Arienzo y Eduardo Rovira. Santaolalla con "Surco" (su compañía discográfica abocada a la música latina alternativa), crea un nuevo sello: "Vibra", enfocado en la música electrónica, con el cual debuta en las bateas con el primer trabajo del colectivo, Bajofondo Tangoclub. El disco se lanzó a la venta en noviembre de 2002 para Uruguay y Argentina. Por este disco reciben un Premio Gardel al Mejor Álbum de Música Electrónica en Argentina. También logran un Grammy Latino como Mejor Álbum Instrumental Pop. 
En septiembre del año 2004 el colectivo presenta su segundo disco bajo el nombre Bajofondo presenta: Supervielle, en una versión solista. En este queda reflejada la capacidad de mezcla de Luciano Supervielle pasando de Piazzolla a un grito de gol del relator Víctor Hugo Morales, y de ahí saltar al candombe del mítico Eduardo Mateo. Incluye en su producción diversos invitados como Daniel Melingo, Contra las Cuerdas (prometedora banda joven del hip-hop uruguayo), y Jorge Drexler. En marzo de 2006 se edita Bajofondo Tangoclub Remixed bajo un formato audiovisual que integra DJ´s y VJ´s. La reproducción y selección sonora está a cargo de Juan Campodónico, Verónica Loza es nuevamente la VJ, y se suman los aportes de Brian Mackern en programación y tratamiento visual, y la participación en vivo de Martín Ferres con su bandoneón.
Estos artistas reinterpretan el primer disco de Bajofondo Tangoclub siguiendo sus gustos y estilos musicales. Participan: Alexkid, Romina Cohn, Marcello Castelli, Capri, Lalann, Bad Boy Orange, Mercurio, OMAR, Boris Dlugosh, Twin, Calvi & Neil, Androoval, Nortec y Zuker, y otros. Desde su creación, el colectivo se ha presentado en casi toda Europa y en Sudamérica adquiriendo un éxito rotundo. Así como el tango a principios del siglo pasado transmitió la cultura del Río de la Plata al mundo, ahora es Bajofondo quien mezcla estilos musicales para transmitir las nuevas tendencias, al ser un concepto que contribuye al auge tanto del tango de vanguardia como al de una fusión devenida en género musical.
Su canción "El Mareo" (segundo sencillo de su álbum Mar Dulce) cuenta con la participación del laureado Gustavo Cerati.
En 2015 la banda recibió el Premio Konex - Diploma al Mérito como una de las 5 mejores Grupos de Pop de la última década en la Argentina.

## Miembros
- Gustavo Santaolalla: Guitarra, percusión, compositor, productor[3]
- Juan Campodónico: Compositor, productor, programación, DJ
- Luciano Supervielle: Piano, compositor, scratches, programación, DJ
- Verónica Loza: Voces, VJ, compositora, escenógrafa.
- Martín Ferres: Bandoneón
- Javier Casalla: Violín
- Gabriel Casacuberta: Contrabajo
- Adrián Sosa: Batería

## Discografía

### Álbumes de estudio
- Bajofondo Tango Club (2002)
- Mar Dulce (2007)
- Presente (2013)
- Aura (2019)

### ConLuciano Supervielle
- Supervielle (2004)

### Álbumes de remezclas
- Bajofondo Remixed (2005)

### ConJuan Campodónico
- Campo (2011)